# 阮日生
阮日生（1954年6月—），男，广东高州人，中华人民共和国政治人物。大专学历。曾任广东省机械设备成套局党组书记局长，广东省第八、九次党代会代表，广东省第九届人大代表；湛江市第六、七、八、九次党代会代表，中共湛江市第七、八、九届委员会委员，湛江市第十、十一、十二届人大代表，政协湛江市第五、六届委员会常委。

## 生平
1970年12月参加工作，任湛江市交通运输公司团总支副书记。1972年8月，任湛江市第一运输公司团总支书记、湛江市交通局团委委员。1974年11月加入中国共产党。1975年7月，任湛江市交通局副局长、党委常委，湛江市麻章公社路线教育工作团副团长，市堵海工程指挥部水上运输指挥。
1979年8月，任共青团湛江市委副书记。1983年9月，任共青团湛江市委副书记（副处级）、湛江市青年联合会主席、湛江市政协常委（其间：1985年3月至1988年3月参加广东省委党校第一期党政干部函授大专班学习）。
1992年1月，任湛江市水电局副局长、党组成员。1993年11月，任湛江市乡镇企业管理局局长、党组书记。
1995年4月，任中共廉江市委副书记、市长。1996年10月，任中共廉江市委书记、市长。1997年4月，任中共廉江市委书记。
1998年6月，任湛江市人民政府副市长、党组成员。2002年4月，任湛江市人民政府常务副市长、党组副书记。2002年10月，任中共湛江市委常委，湛江市人民政府常务副市长、党组副书记；2006年12月兼中共湛江市委政法委员会书记。2007年1月，任中共湛江市委副书记、中共湛江市委政法委员会书记。2008年6月，任中共湛江市委副书记，湛江市代市长，中共湛江市委政法委员会书记。2008年7月后，任中共湛江市委副书记，湛江市市长、市政府党组书记。
2012年1月，任广东省机械设备成套局党组书记局长。